# 22686 Mishchenko
22686 Mishchenko (tên chỉ định: 1998 QL53) là một tiểu hành tinh vành đai chính. Nó được khám phá thông qua Chương trình nghiên cứu đối tượng gần Trái Đất của đài thiên văn Lowell ở Anderson Mesa Station ở Coconino County, Arizona, ngày 20 tháng 8 năm 1998. Nó được đặt theo tên Michael Ivanovich Mischenko, a scientist ở the NASA Goddard Institute for Space Studies.